# Kim Cho-hi
Dans ce nom coréen, le nom de famille, Kim, précède le nom personnel.
Kim Cho-hi, née le 7 septembre 1996, est une curleuse sud-coréenne. 

## Carrière
Elle fait partie de l'équipe sud-coréenne médaillée d'argent du tournoi féminin de curling aux Jeux olympiques d'hiver de 2018.